# Prieuré de Prévenchères
Le prieuré de Prévenchères est un prieuré situé à Prévenchères, en France.

## Localisation
Le prieuré est situé sur la commune de Prévenchères, dans le département français de la Lozère.

## Historique
L'édifice est inscrit au titre des monuments historiques en 1931.